# アブサード
アブサード(Absurd)は、1992年にドイツで結成されたブラックメタルバンド。ドイツで結成された中では最初期のブラックメタルバンドであると同時に、最も知られたナショナル・ソーシャリスト・ブラックメタルバンドの一つとして有名。テューリンゲン州の連邦憲法擁護庁から「過激派の極右」として分類されている。

## メンバー

### 現在のメンバー
- ヘンドリック “ヤール・フラーグ・ニードヘッグ” メーブス (Hendrik “Jarl Flagg Nidhögg” Möbus) -  ボーカル(Thorns加入前はドラムス)
- Thorns (初期に在籍していたダミアン・ソーンとは別人) - ドラムス
- Deimos - リードギター

### 旧メンバー
- ウルフ (Wolf) - ボーカル、ベース
- アンホールド (Unhold) - ボーカル、ギター、ドラムス
- セバスティアン “ダーク・マーク・ドゥーム” シャウザイル (Sebastian “Dark Mark Doom” Schauseil) - ボーカル、リードギター、ベース
- アンドレアス “チャック・ダニエルス” キルヒナー (Andreas “Chuck Daniels” Kirchner) - ベース
- ウド “ダミアン・ソーン”H. ( Udo “Damien Thorn” H.) - リードギター、ベース
- トーメンター (Tormentor) - リードギター、ベース

## 来歴
1992年に結成。
1993年、オリジナルメンバー(メーブス(後のJFN)、シャウザイル、キルヒナー)がザンドロ・ベイヤーという名の15歳の少年を殺害。この事件によってバンドは悪名が高い。シャウザイルが既婚女性と不倫関係にあることをベイヤーが知り、このことやバンドの活動に関する噂をベイヤーが触れ回ったことが主な殺害動機であるという。4月29日、ゾンダースハウゼンでメーブス、シャウザイル、キルヒナーの三名はベイヤーを会合におびき出し、電気コードで絞殺した。このとき、キルヒナーは「くそっ—もうこれで俺の人生はおしまいだ。」と言ったとされる。シャウザイルは頭の中で「Kuster Maier」という言葉が聴こえたと主張している。これは意味のない言葉だが、彼は「töte Beyer(ベイヤーを殺せ)」という言葉だと解釈したという。Thuringian Pagan Madnessというデモでは、殺害されたザンドロ・ベイヤーの墓碑の写真がカバーアートに使われており、インナーには「カバーアートは1993年4月29日にアブサードのメンバーによって殺害されたザンドロ・ベイヤーの墓碑である。」と書かれている。
1998年、犯行時の年齢が18歳未満だったことを理由にメンバーは仮釈放されるが、釈放されてすぐメーブスはコンサートでドイツでは違法とされているヒトラー式敬礼を行った。仮釈放の条件を破ったと見做された彼はアメリカへと逃亡しようとするが、連邦執行官に捕まってしまう。
2001年、亡命申請が却下された後、彼は再び牢獄で残りの刑期3年間を過ごすことになるが、ヒトラー式敬礼を行った罪と被害者を侮辱したことにより、さらに26月の懲役をくだされる。
2003年5月15日、再び4年間の懲役をくだされる。
シャウザイルはまだアンダーグラウンドシーンと関係している。1999年と2004年の間にHalgadomとブラックメタルプロジェクトWolfsmond(Unholdがベースで参加)、ネオフォークバンドIn Acht und Bannでプレイしている。彼は現在国家社会主義や政治からは距離をとっている。
オリジナルメンバーがいなくなってからもAbsurdは活動を続けている。リーダーはヘンドリックの兄弟であるウルフで、シャウザイルはAsgardsrei (1999)やWerwolfthron (2001)、Totenlieder (2002)などのアルバムでコーラスとして参加している。

## コンセプトと音楽的特徴
歌詞では過激なナショナリズム、ペイガニズム、反ユダヤ主義などを扱っている。
デモと1stアルバムの“Facta Loquuntur”はオイ!やRACの強い影響を受けている。バンドではマーシフル・フェイト、マノウォー、ダンジグと特に、カバーもしたデア・フルーフから影響を受けている。スカンジナビアのバンドからは影響を受けていない。一方で、彼らはブラックメタルバンドを自称している。
通っていた学校の学生新聞でのインタビューで、ヘンドリック・メーブスは「アブサードはドイツで一番過激で、独創性のあるブラックメタルをプレイするつもりである」と語っている 。マイケル・モイニハンとディドリック・セーダーリンドはバンドの初期作品を「彼らの同時代のブラックメタルというよりも60年代のガレージパンクに似ている。」と語っている。クリスティアン・ドーンブッシュとハンス・ペーター・キルグスによれば、「セカンドデモのDeath from the Forestは第一世代、第二世代どちらのブラックメタルの特徴も有しておらず、むしろプリミティブなハードロックやパンク・ロックを融合させた要素を持っている」という。そのせいで、バンドは長いことブラックメタラー達から真面目に扱われてこなかった。一方で、サブラインマガジンではこのデモは「邪悪で、ハードなギターロック、野性的で騒がしい。邪悪な魂がそこかしこにある」と評されている。あるサイトはこのデモを「本当にゴミみたいなパンク・ロック」とし、“Thuringian Pagan Madness”をブラックメタルの影響があるものとしている。

## ディスコグラフィ

### スタジオアルバム
- 1996年 - Facta Loquuntur
- 2001年 - Werwolfthron
- 2003年 - Totenlieder
- 2005年 - Blutgericht (2018年に「Das neue Blutgericht」というタイトルで一部曲を差し替えて再発)
- 2007年 - Theogonia
- 2008年 - Der Fünfzehnjährige Krieg